# Amalgam (fumetto)
(Amalgam, Incipit)
Amalgam è un romanzo a fumetti scritto e disegnato dalla fumettista libanese Maya Zankoul. Pubblicata a Beirut nel 2009 in Creative Commons, l'opera è un ironico diario quotidiano sul Libano contemporaneo.

## Contenuti
Fumetto autobiografico che racconta la vita a Beirut di una ragazza di ventitré anni che parla liberamente di corruzione, maschilismo e disparità sociali. Il libro, pubblicato nel 2009 in Libano, si fonda su un blog che Maya Zankoul ha creato come sfogo ai problemi dei cittadini libanesi .

## Critica
Tra le recensioni positive:
- «La caricatura di Maya Zankoul sulla crisi politica libanese riassume in modo efficace l'umore generale che si respira nella blogosfera locale.»[1]
- «Amalgam è un fumetto e fa sorridere, ma è anche un reportage sulla vita dalle parti di Beirut. L'autrice è una ragazza di 23 anni che parlando liberamente di corruzione e disparità sociali è diventata una delle blogger più seguite nel mondo arabo.»[2]

## Edizioni
- Maya Zankoul, Amalgam, Creative Commons, 2009,  pp. 125 pp, ISBN 978-9953-0-1521-7.
- Maya Zankoul, Amalgam, traduzione di Chiarastella Campanelli, collana Altriarabi, il Sirente, Fagnano Alto, 2011,  XIV-114 pp., ISBN 978-88-87847-33-8.